# Dům čp. 117 Zborovská ulice
Dům čp. 117 ve Zborovské (v době výstavby Mostecké) ulici v Praze 5 - Malé Straně je čtyřpatrový novorenesanční nájemní dům. Byl postaven v letech 1886–1887 (souběžně s domem čp. 115 ve stejné ulici) podle návrhu novorenesančního architekta Jana Zeyera a jeho kolegy Viktora Skůčika. Oba architekti byli v návrhu domu ovlivněni pojetím české novorenesance významného českého architekta Antonína Wiehla. Dům čp. 117 je řešen podobně jako dům čp. 115 na témže nábřeží stavěný ve stejné době stejnými architekty.

## Popis domu
Čtyřpatrový novorenesanční nájemní řadový dům situovaný ve Zborovské (v době výstavby Mostecké) ulici. Výzdobu domu tvoří na úrovni suterénu a prvního patra bosáž. Ve druhém a třetím patře je fasáda z režného zdiva zakončená mezi okny třetího a čtvrtého patra konzolovou římsou. Nad okny čtvrtého patra je fasáda zakončena konzolovou římsou a třemi štíty. Fasáda domu je navržena v architektonických tvarech z dochovaných staveb české renesance 16. století „ve způsobu, jak se u nás v novější době ustálil“…. Autoři návrhu tedy postupovali v pojetí, které ve svých stavbách od 70. let uplatňoval Antonín Wiehl. Jan Koula (na výzdobě domů čp. 115 a 117 se podílel) referoval po dokončení těchto staveb a uvedl, že se oba architekti v jejich architektonickém řešení inspirovali domem paní Aleschové v Prachaticích Vchod do domu je situován asymetricky a je lemován bohatě zdobeným edikulovým portálem s dvojicí rámujících polosloupů, lunetovým nadsvětlíkem s ornamentální mříží, kladím a lví hlavou v kartuši. Průčelí domu rytmizuje na centrální ose umístěný arkýř bohatě zdobený plastickými ornamenty. Na průčelích obou domů bylo původně třetí patro, lunetová římsa, a vlys mezi přízemím a prvním patrem zdobeny barevným ornamentálním a figurálním sgrafitem. V jejich ornamentice se uplatnily vzory přejaté z českých renesančních staveb.

## Autoři projektu architekti Jan Zeyer a Viktor Skuček
Autorem návrhu je český architekt Jan Zeyer náležející ke generaci Národního divadla. Na počátku své stavitelské dráhy Jan Zeyer v letech 1873–1880 spolupracoval s architektem Antonínem Wiehlem, vůdčí osobností novorenesance, navazující na tradici české renesance 16. století. Wiehlovým pojetím české novorenesance byl Zeyer ovlivněn i v dalších letech.
 Zeyer společně s Wiehlem v Praze navrhli a postavili 5 činžovních domů. Wiehlovo a Zeyerovo do té doby neobvyklé pojetí výzdoby domů vzbudilo pozornost odborníků a příznivý ohlas veřejnosti. O tom svědčí názor historičky a etnografky Renáty Tyršové publikovaný po dokončení stavby domu čp. 1035/17 v ulici Karolíny Světlé, kde se Antonín Wiehl v průběhu stavby inspiroval rekonstrukcí Schwarzenberského paláce dokončenou Josefem Schulzem v roce 1871, jmenovitě konzolovou římsou. Wiehlův a Zeyerův kolega architekt Jan Koula jejich úsilí definoval v roce 1883 ve Zprávách Spolku architektů a inženýrů v království Českém jako "výklad o vývoji a stylu A. Wiehla" "........Wiehl bojuje o nové vyjádření architektonické na základě vzorů, pro Prahu a Čechy XVI. a XVII. století typických a ukázal k nim poprvé, když postavil svůj "sgrafitový domek" v Poštovské ulici. Od té doby pilně sbíral památky naší renesance, studoval je a kde mu bylo možno, hleděl jich užíti na svých stavbách. Wiehlovým přičiněním mluví se o "české renesanci"; cítíme oprávněnost tohoto názvu, ale nikdo dosud nestanovil přesně, v čem ráz těch staveb záleží..." Zeyer s Wiehlem navrhli a realizovali ještě Dům Bohuslava Schnircha v Mikovcově ulici čp. 548/5, Olivův dům čp. 1032/14 v Divadelní ulici, Dům s taneční školou Karla Linka čp. 1050 v Praze 1, Divadelní ul. 12, Krocínova ul. 1. (1875–1876), Dům čp. 1035/17 Karolíny Světlé (1876). Podobně Wiehl ovlivnil i Karla Gemprle, se kterým spolupracoval po Zeyerovi. Po ukončení spolupráce s Wiehlem Zeyer realizoval čtyři nájemní domy ve spolupráci s architektem Viktorem Skůčkem. Tato spolupráce byla zahájena právě na domech čp. 115 a čp. 117 ve Zborovské (Mostecké) ulici.

## Malířská výzdoba domu
Výzdoba domu odpovídá orientaci novorenesančních architektů, malířů a sochařů na historická a vlastenecká témata. na cykly ze života a český folklor. Koncepce fasády také ukazuje Zeyerovo ovlivnění Wiehlem a stylem „mluvící architektury“. Malířská výzdoba domu (analogicky u domu čp. 115) vychází svými motivy z české historie, i když v tomto případě spíše z imaginárních osob, nikoli postav české historie a bájesloví. Zeyer a Skůček u dalších dvou domů na Janáčkově nábřeží již volili skutečně osobnosti označené i jmény: na čp. 729 Johana z Rožmitálu, Eliška Přemyslovna, Drahomíra se svými syny a sv. Ludmila, na čp. 91 postavy českých králů: Karel IV., Václav IV., Vladislav I. a Jiří z Poděbrad.